# Budd Boetticher
Oscar „Budd” Boetticher Jr. (ur. 29 lipca 1916 w Chicago, zm. 29 listopada 2001 w Ramona w Kalifornii) – amerykański reżyser, scenarzysta i producent filmowy. Pod koniec lat 50. zrealizował serię niskobudżetowych westernów, w których wystąpił Randolph Scott. Nominowany do Oscara za najlepsze materiały do scenariusza do dramatu sportowego Bullfighter and the Lady (1951).
Absolwent Uniwersytetu Stanowego Ohio. Na początku lat 30. był gwiazdą futbolu w stanie Ohio. Po wyleczeniu kontuzji, W 1940 został zawodowym matadorem w Meksyku. W latach 1941–1943 pracował jako goniec w Hal Roach Studios. Był asystentem Williama Seitera, George’a Stevensa i Charlesa Vidora. W latach 1943–1944 odbył służbę wojskową. W latach 1946–47 realizował filmy propagandowe. W latach 1956–60 wyreżyserował cykl westernów dla firmy produkcyjnej Ranown Cycle. W 1960 opuścił Hollywood, by nakręcić dokument o matadorze Carlosie Arruzie. W 1967 po wielu niepowodzeniach wrócił do Hollywood.

## Wybrana filmografia
- 1939: Myszy i ludzie – poganiacz koni
- 1941: Krew na piasku – doradca techniczny
- 1943: Wesoły sublokator – asystent reżysera
- 1944: Więzień u-boata – reżyser
- 1945: The Fleet That Came to Stay – reżyser
- 1953: Seminole – reżyser
- 1956: Siedmiu ludzi do zabicia – reżyser
- 1957: Szlachetny T – reżyser
- 1957: Jeden dzień w sundown – reżyser
- 1959: Samotny jeździec – reżyser
- 1960: Porwana przez Komanczów – reżyser
- 1970: Dwa muły dla siostry Sary – reżyser
- 1988: Tequila Sunrise – obsada aktorska (sędzia Nizetitch)